# Vásárosdombó
Vásárosdombó este un sat în districtul Hegyhát, județul Baranya, Ungaria, având o populație de 1.150 de locuitori (2011). 

## Demografie
Componența etnică a satului Vásárosdombó
     Maghiari (92,17%)
     Romi (6,52%)
     Germani (1,74%)
     Necunoscut (−0,43%)
     Alții (0%)
Componența confesională a satului Vásárosdombó
     Fără religie (11,83%)
     Reformați (2,7%)
     Luterani (1,91%)
     Atei (1,04%)
     Necunoscută (82,52%)
Conform recensământului din 2011, satul Vásárosdombó avea 1.150 de locuitori. Din punct de vedere etnic, majoritatea locuitorilor (92,17%) erau maghiari, existând și minorități de romi (6,52%) și germani (1,74%). Nu există o religie majoritară, locuitorii fiind persoane fără religie (11,83%), reformați (2,7%), luterani (1,91%) și atei (1,04%). Pentru 82,52% din locuitori nu este cunoscută apartenența confesională.